# Pałacyk Michlera w Warszawie

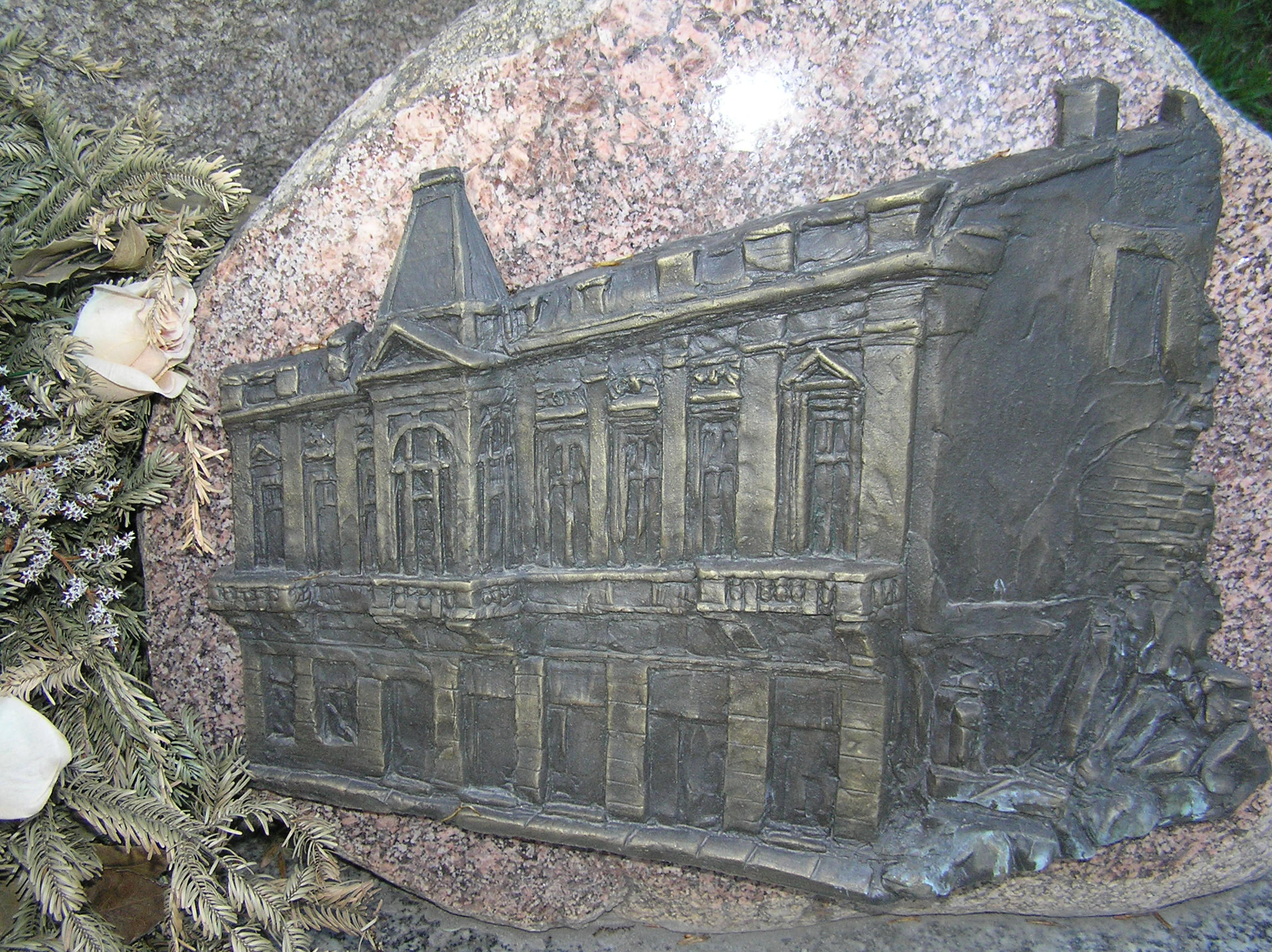
Pałacyk Michla, ul. Wolska, Warszawa – widok budynku na obelisku w miejscu walk

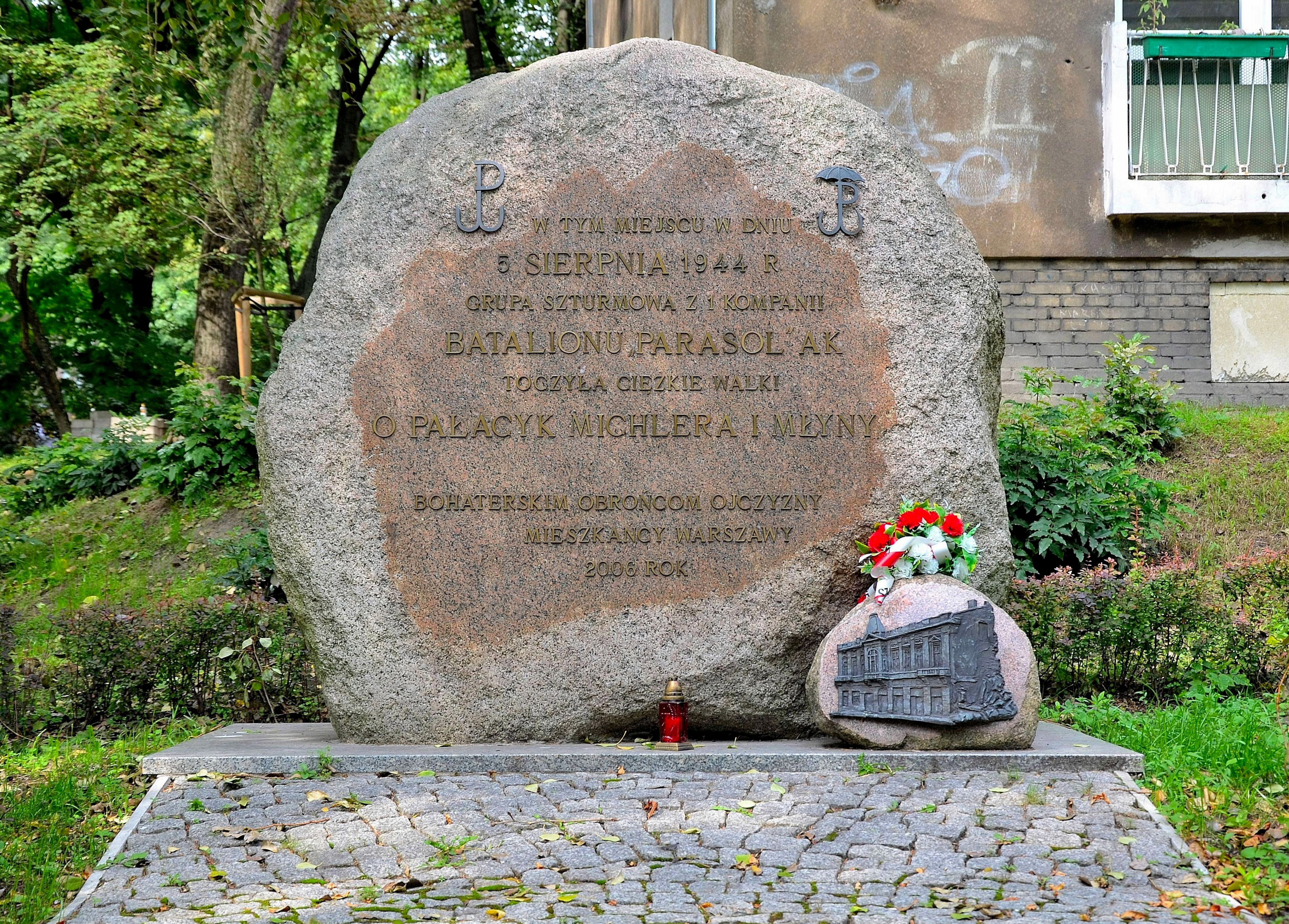
Kamień pamiątkowy przy ul. Wolskiej 40 w miejscu walk i dawnego pałacyku

Pałacyk Michlera, znany także jako pałacyk Michla – dwukondygnacyjny budynek mieszkalny w stylu eklektycznym, który znajdował się w Warszawie przy ul. Wolskiej 40.
Budynek został zniszczony podczas II wojny światowej. W jego miejscu w 2007, z inicjatywy m.in. Janusza Brochwicza-Lewińskiego, odsłonięto pomnik obrońców pałacyku Michla podczas powstania warszawskiego. Jego obronę upamiętnił por. Józef Szczepański (ps. Ziutek) piosenką pod tytułem Pałacyk Michla.

## Historia
Pod koniec XIX wieku kupiec Karol Michler kupił posesję przy ulicy Wolskiej 40. Za posesją Zakłady Zbożowe „Karol Michler i Spółka” postawiły młyn parowy, makaroniarnię, krochmalnię i piekarnię; od frontu ulicy natomiast Michler wybudował kamienicę przypominającą swym wyglądem eklektyczny pałacyk z elementami neorenesansansowymi.

### II wojna światowa
Na początku powstania warszawskiego było to miejsce ciężkich walk obronnych Batalionu Parasol.
Dowódca obrony Pałacyku, Janusz Brochwicz-Lewiński „Gryf” wspominał, że 2 sierpnia wracając z ataku na ubezpieczalnię przy ulicy Działdowskiej zorientował się, iż masywny budynek z żelazną bramą idealnie nadawał się do przeprowadzenia zasadzki na Niemców, którzy by rozbić barykadę na ulicy Wolskiej, musieliby przejść tuż obok niego. Dlatego „Gryf” zaproponował dowódcy batalionu Parasol, kapitanowi Adamowi Borysowi, obsadzenie budynku.
3 sierpnia obsadzono więc pałacyk wraz z sąsiednimi budynkami. Znajdowało się tam 17 żołnierzy uzbrojonych w 1 MG-42, 3 MP-40, 1 pistolet maszynowy Błyskawica, 3 karabiny, kilka pistoletów oraz dużą liczbę granatów.
4 sierpnia Niemcy atakowali ulicę Wolską, jednakże natarcie zostało powstrzymane na wysokości ulicy Syreny i walk o budynek nie było. Przy Wolskiej 26 saperzy ustawili zaporę przeciwczołgową złożoną z niewypałów niemieckich bomb lotniczych. Atakująca niemiecka ciężarówka została ostrzelana i zawróciła przy barykadzie. Po krótkiej wymianie ognia powstańcy zranili esesmana, który został wzięty do niewoli. Wieczorem załoga została wzmocniona, jej wyposażenie powiększyło się m.in. o erkaem.
Rankiem 5 sierpnia przesunięto do obrony budynku pluton Narocz oraz wzmocniono uzbrojenie załogi miotaczem płomieni. Między godziną 6 a 7 Niemcy przeprowadzili próbę ataku na barykadę na ulicy Wolskiej, dostając się w przygotowaną zasadzkę i ponosząc bardzo ciężkie straty. Powstańcy, którzy próbowali zebrać broń po zabitych, zostali ostrzelani przez czołgi Panther. O godzinie 8 nastąpił drugi atak. Jedną stroną ulicy posuwała się kolumna żołnierzy, po drugiej stronie posuwał się czołg Panther. Pomimo początkowych sukcesów (bardzo silny ogień praktycznie uniemożliwiał ostrzeliwanie z pomieszczeń od strony ulicy) i prób wejścia do budynków atak zakończył się niepowodzeniem. Grupa powstańców dowodzonych przez „Gryfa” znajdująca się w okolicy bramy młyna – martwej strefie karabinu maszynowego czołgu – zastrzeliła kilku esesmanów. To, w połączeniu z celnie rzuconym za czołg granatem, spowodowało panikę wśród żołnierzy niemieckich i odwrót.
Około godziny 10 nastąpiło trzecie natarcie. Grupa żołnierzy była wspierana dwoma czołgami. Jeden z nich ostrzeliwał pałacyk, drugi ustawił się gotowy do wyważania bramy. Esesmani wrzucali granaty do środka budynku. Atak został ponownie odparty, jeden z czołgów trafiony granatem zapalającym odjechał, choć płomienie po pewnym czasie zgasły. Podjęto decyzję o ewakuacji pałacyku i wycofaniu do znajdujących się na tyłach zakładów produkcyjnych.
Czwarte natarcie zostało poprzedzone bardzo silnym ogniem z czołgów, ostrzeliwujących pusty już budynek. Niemcy byli znacznie ostrożniejsi i zostali dodatkowo wzmocnieni przez grupę żołnierzy przechodzących przez wyłomy w murze od ulicy Działdowskiej. Podczas walk uszkodzona została konstrukcja młyna. Niemieccy żołnierze ostrzeliwani przez powstańców ponownie wycofali się z pola walki.
Znaczna część żołnierzy została przesunięta, ze względu na niemiecki atak na ulicę Górczewską. Główny punkt obrony zlokalizowany był przy Wolskiej 42, natomiast pałacyk został ponownie zajęty jako ubezpieczenie dla tamtego punktu. Trwała tam jeszcze krótka walka, po której, około godziny 15, powstańcy ostatecznie opuścili obiekt.
Pałacyk został zburzony wraz z młynem po zdobyciu przez Niemców ulicy Wolskiej.